# Енергетичний ліс

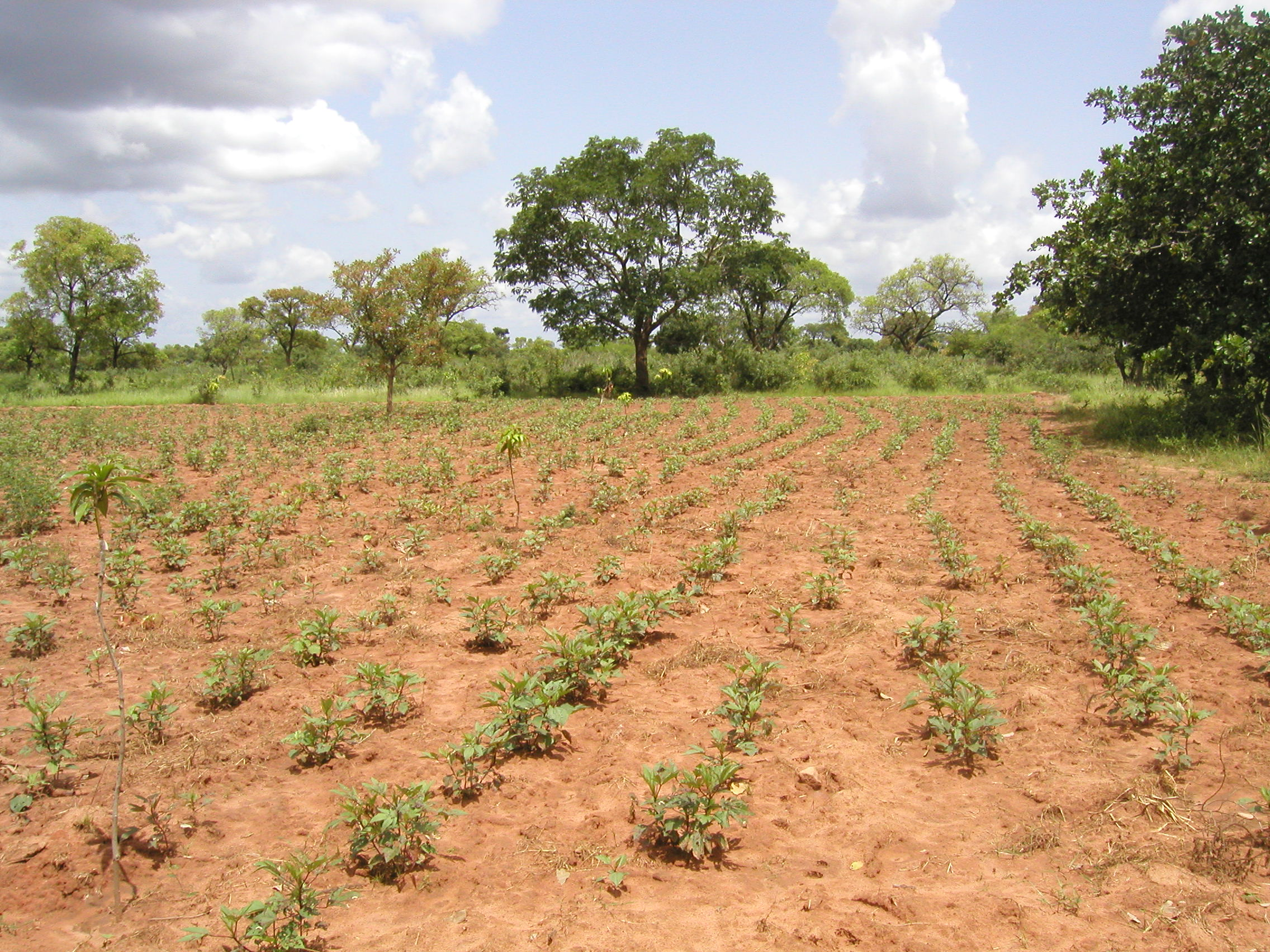
Штучні лісонасадження в Буркіна-Фасо

Енергетичний ліс — дерева і чагарники, що вирощуються для енергетичних потреб.

## Види рослин
Вирощуються швидкозростаючі культури — евкаліпт, тополя, верба тощо. Випробувано близько 20 різних видів рослин — деревних, чагарникових і трав'янистих, в тому числі кукурудза та цукрова тростина. Кожні 4-7 років дерева зрізають і річний урожай може становити близько 7 т/га.
Зібрана біомаса використовується для виробництва теплової та електричної енергії, може слугувати сировиною для виробництва рідкого біопалива.
У ряді країн, таких як Італія, Німеччина, Аргентина, Польща та ін. на сьогоднішній день широко практикується створення спеціальних плантацій швидкоростучих порід деревини тополі і верби. У Північній Індії посадки швидкорослої тополі і евкаліпта займають приблизно від 50 до 60 тис. га. Щорічно на таких плантаціях заготовлюється близько 3,7 млн тонн деревини.
У помірній кліматичній зоні для енергетичних лісів найбільш підходять різновиди швидкозростаючих сортів тополі (волосистоплідної і канадської) і верби (кошикової та козячої), а в Україні — акація та евкаліпт. Період ротації рослин 6-7 років.

## Вирощування
Рослини в енергетичних лісах висаджуються саджанцями або черешками квадратно-гніздовим способом, або в шаховому порядку. Ширина міжрядь до 2 метрів. На одному гектарі землі висаджують до 3-5 тисяч тополь. Застосовуються комбіновані посадки — в міжряддях висаджуються сільськогосподарські культури. У Великій Британії тополю комбінують з ячменем. Тополю, ясен, вільху комбінують з горохом, конюшиною, ячменем.

## Екологія

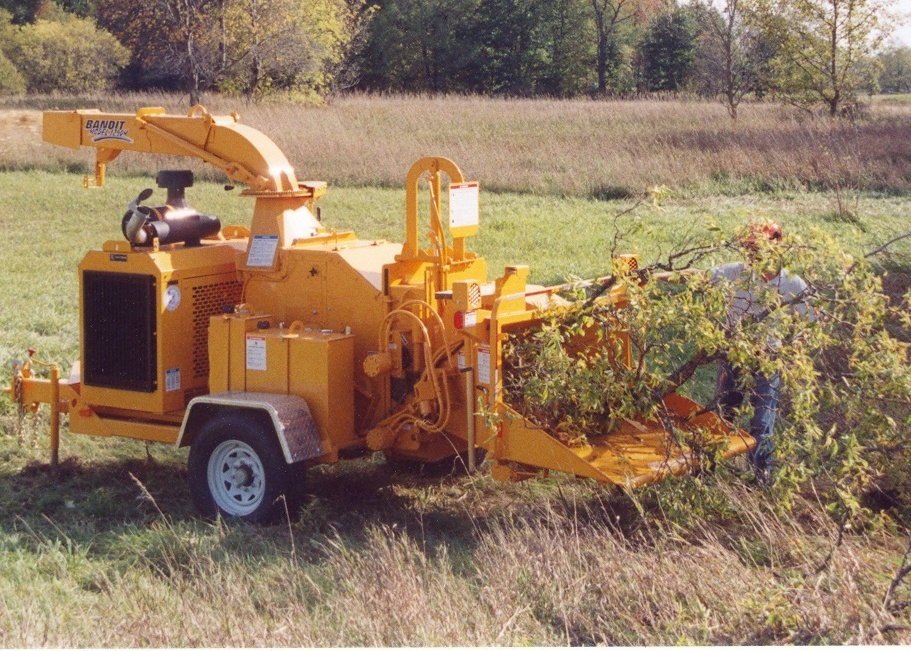
Рубальна машина для переробки деревної біомаси на тріски.

Енергетичні плантації біомаси попереджають ерозію ґрунту, сприяють поліпшенню стану навколишнього середовища. При спалюванні біомаси на електростанції в атмосферу викидається стільки ж СО2, скільки рослина поглинула під час зростання.

## Приклади використання
- Найбільша в Європі електростанція, що працює на деревній біомасі, знаходиться в Зіммерінзі (Австрія). Потужність електростанції 66 МВт. Електростанція щорічно споживає 190 000 тонн біомаси, яка збирається в радіусі 100 км від станції. Робота станції дозволяє скоротити щорічні викиди СО2 на 144 000 тонн.[2]
- Німеччина щорічно може виробляти в енергетичних лісах 20000000 м³ деревини.[2]
- У травні 2008 року Конгрес США прийняв закон «HR2419, the Food, Conservation, and Energy Act of 2008», який передбачає щорічне фінансування енергетичного лісівництва в США в розмірі $ 15 млн[3]